# جوایز موسیقی ملل
جوایز موسیقی ملل (به انگلیسی: World Music Awards) (به اختصار: WMAs) مراسمی جهانی است که هر ساله به برترین هنرمندان موسیقی ملل جایزه می‌دهد.

## جوایز ویژه
این مراسم در طول مدت فعالیتش ۳ نوع جایزه ویژه عرضه کرده‌است:

### جایزه اسطوره
جایزه اسطوره به هنرمندان زیر اهدا شده‌است:
- مایکل جکسون
- جنت جکسون
- مدونا
- شر
- ویتنی هوستون
- استیو واندر
- التون جان
- ماریا کری
- کارلوس سانتانا
- سلین دیون
- لایونل ریچی
- دایانا راس
- جنیفر لوپز
- پتی لابل (Patti LaBelle)
- تارکان
- بری وایت (Barry White)
- نامحدود ۲ (2 Unlimited)
- راد استیوارت
- بی جیز
- پرینس
- دیوید بویی
- لوچیانو پاواروتی
- پلاسیدو دومینگو
- بون جووی
- دیپ پرپل
- استیتس کوئو
- گلوریا گینور
- رینگو استار
- ری چارلز
- خولیو ایگلسیاس
- تونی بنت
- چاکا خان (Chaka Khan)
- جورج بنسون
- کلیف ریچارد
- اسکورپیونز
- میلن فارمر
- اِل.اِی. رید (L.A. Reid)

### جایزه هزاره[و ۳]
در سال ۲۰۰۰ جایزه‌ای با نام «جایزه هزاره» به دو هنرمند، مایکل جکسون (بخش مردان) و ماریا کری (بخش زنان) اهدا شد. شرایط این جایزه، پرفروش بودن آن هنرمند دراکثر کشورها در تمام دوران‌ها بود.

### جایزه الماس[و ۴]
این جایزه از سال ۲۰۰۱ به هنرمندان اهدا می‌شود. شرایط برنده شدن، فروش بیش از یک‌صد میلیون نسخه از آلبوم‌های آن هنرمندان است. به خاطر این شرایط، جایزهٔ الماس هر ساله اهدا نمی‌شود.
تا به امروز ۶ هنرمند موفق به دریافت این جایزه شده‌اند:
- ۲۰۰۱: راد استیوارت
- ۲۰۰۳: ماریا کری
- ۲۰۰۴: سلین دیون
- ۲۰۰۵: بون جووی
- ۲۰۰۶: مایکل جکسون
- ۲۰۰۸: بیتلز

## واژه‌نامه
1. ↑  Special awards
2. ↑  Legend awards
3. ↑  Millennium awards
4. ↑  Diamond Award